# Kakwafolket
Kakwa är en folkgrupp i nordvästra Uganda, sydvästra  Sydsudan, och nordöstra delen av Demokratiska republiken Kongo (Kongo-Kinshasa). 
Kakwafolket är av nilotiskt ursprung och talar ett östnilotiskt språk. Många kakwaer är kristna.
Huvudnäringar är boskapsskötsel och odling av majs, hirs, potatis och kassava.
Andreas Nyabire, far till Ugandas förre diktator Idi Amin, tillhörde kakwafolket och folkgruppen favoriserades därför på olika sätt under Amins styre. De tilldelades många viktiga poster i regeringen, och Amins livvakter tillhörde också kakwafolket. Efter att Amin avsattes 1979 dödades många kakwaer i hämndattacker vilket tvingade många att fly.